# JR四國5000系電車
5000系列车是四國旅客鐵道（JR四国）的直流電近郊形列車，于2003年10月1日开始商业运营。

## 概述
它的制造是为了取代迄今为止使用的213 系列，目的是改善本四備讃線（瀨戶大桥线）上快速「Marine Liner」的运输。由於绿色車廂和普通车厢的指定座位是两层车厢，但又需要和普通车厢（非指定座位）JR西日本223系列5000系列连結起来，所以它是根据JR东日本E217系及223系2000番台设计的。这个系列是JR四国的第一辆双层列车。
川崎重工業（5000形、5200形）及東急車輛製造（5100形）共製造M編成3輛編成6列（18輛）。

## 車輛概述

### 室内

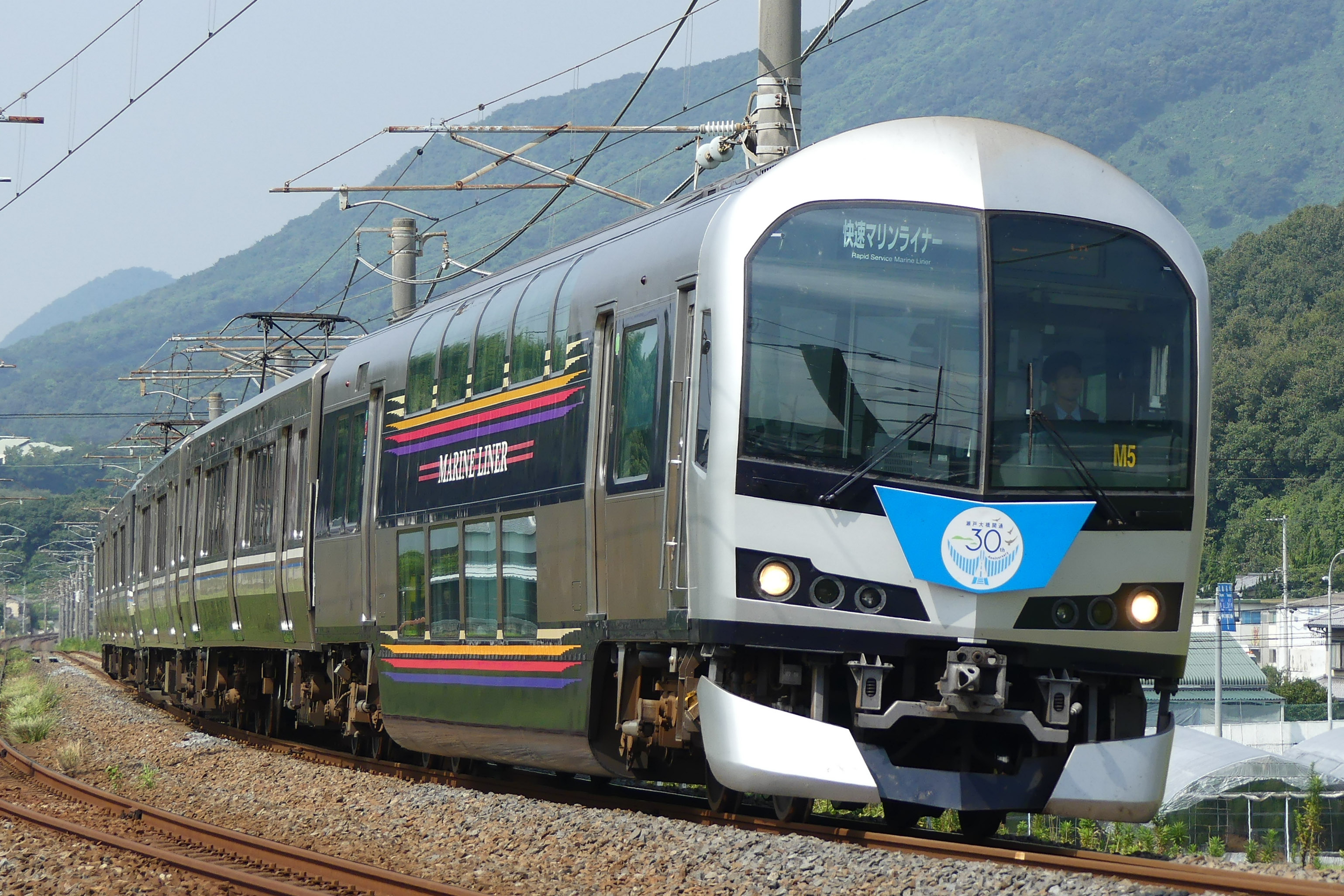
5100型電車 （2018年9月 讃岐府中站 - 国分站間）
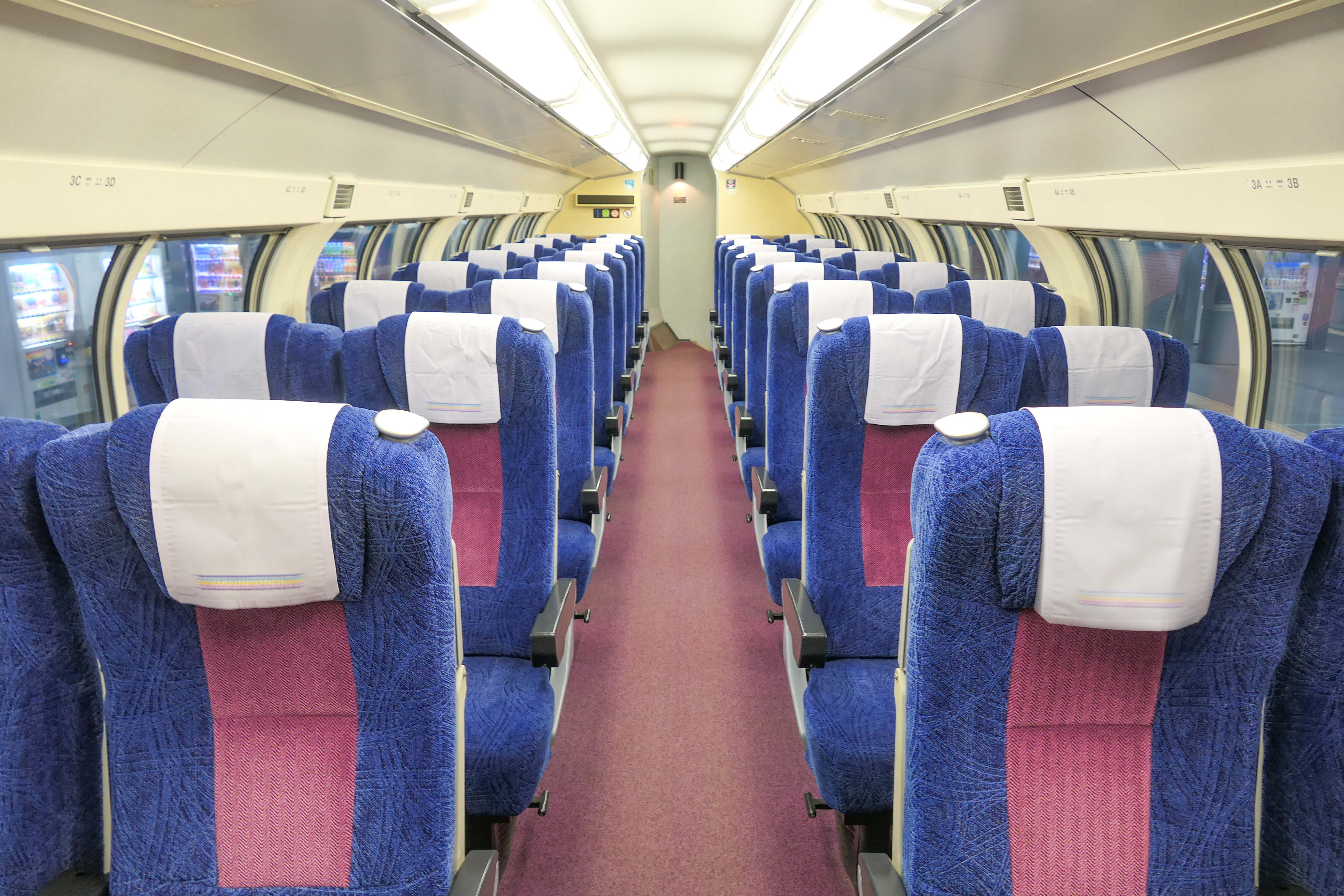
5100型2樓車内 （綠色車廂車指定席）
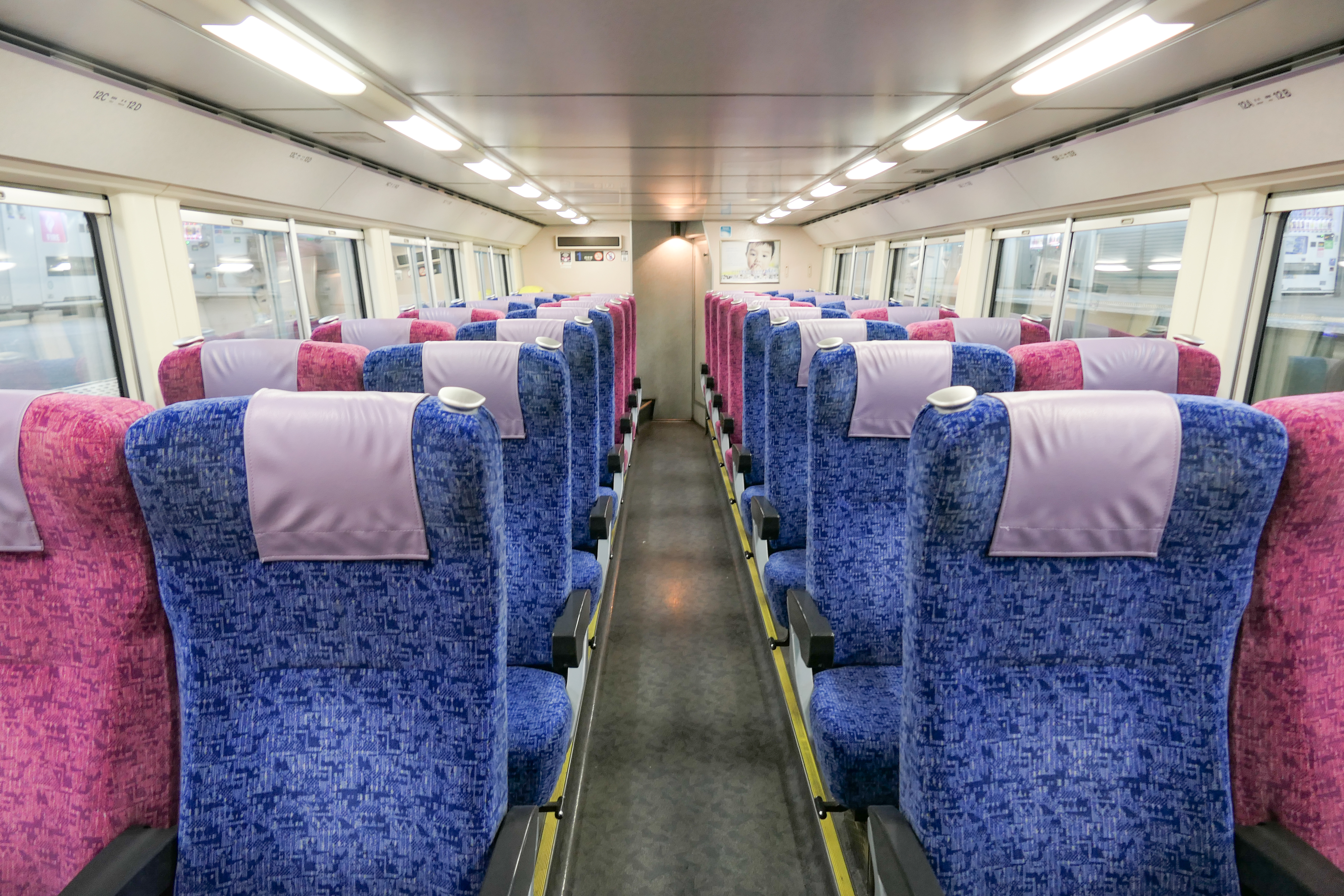
5100型1樓車内 （普通車指定席）

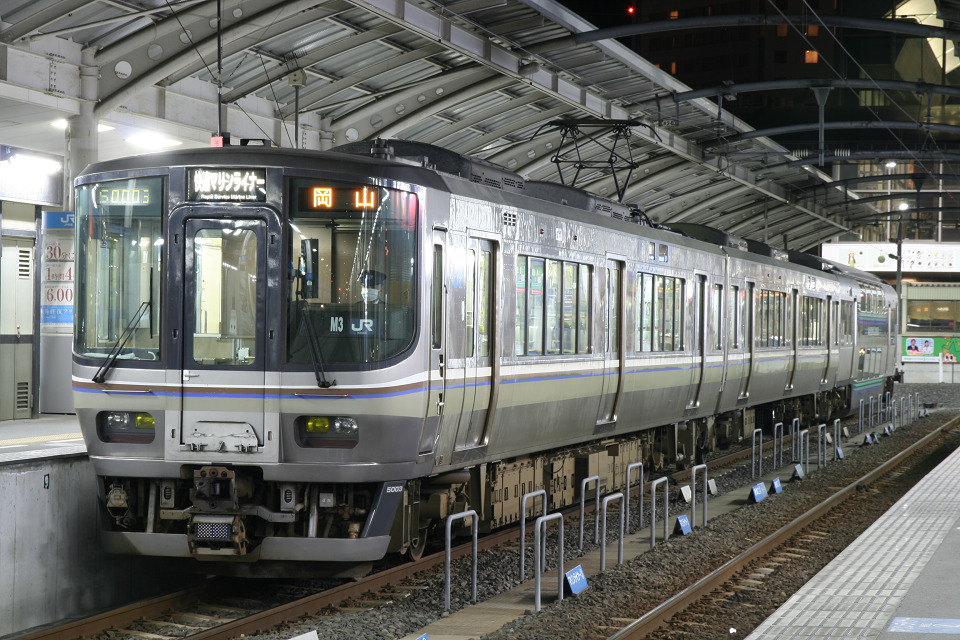
5000型電車 （2008年2月 高松站）
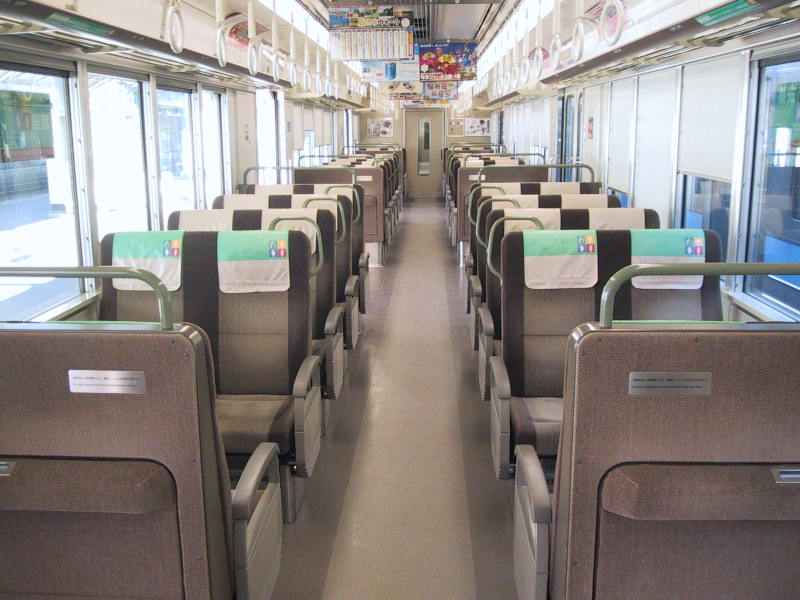
5000型車内 （普通車自由席・花紋交換前）
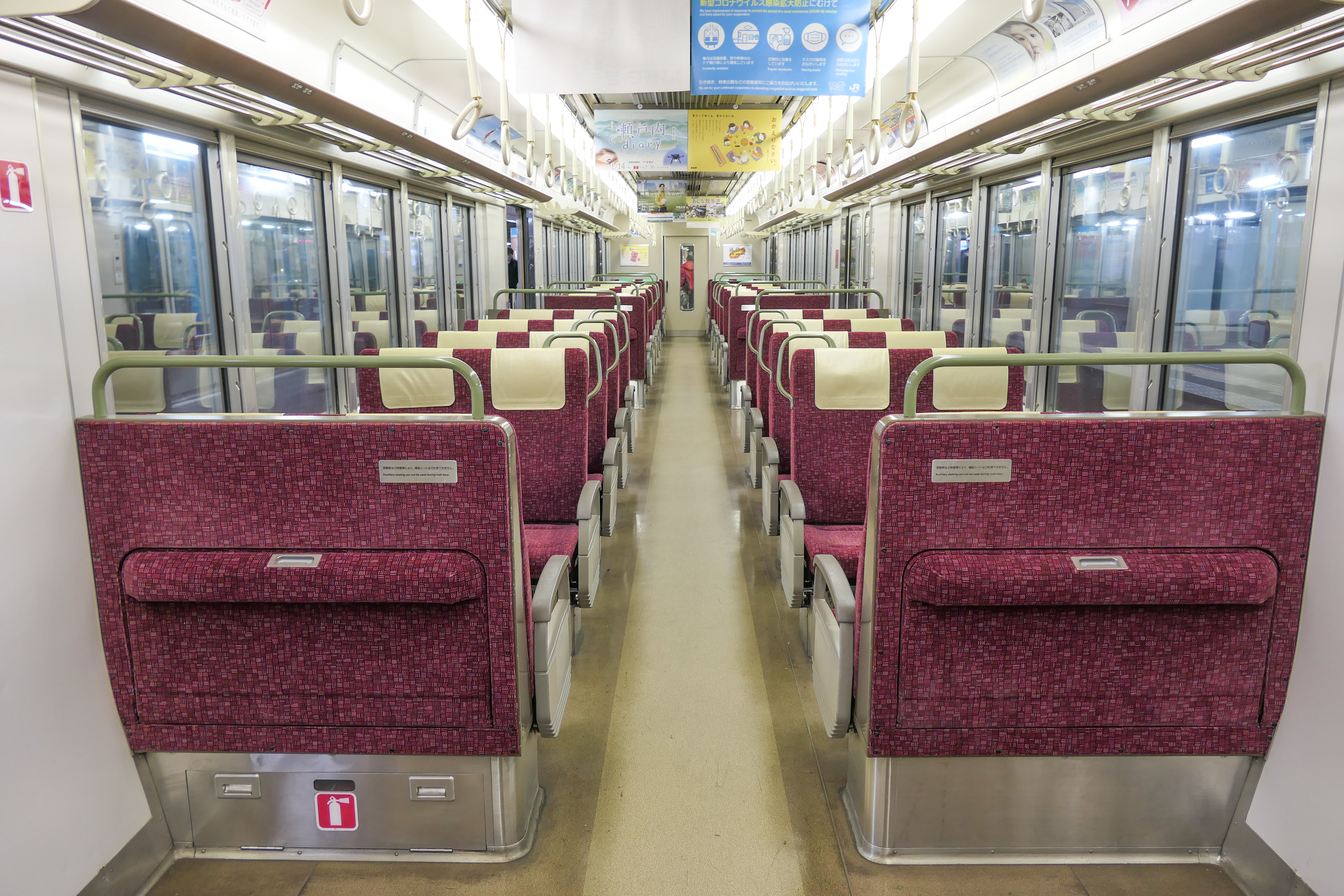
5000型車内 （普通車自由席・花紋交換後）

## 編組
编組由冈山一侧的5000形（Mc，控制电动车）、 5200形（T，拖車）、 5100形（Tswc，控制车）组成， MT比为1M2T，通常是與隸屬冈山的223系5000系的2节车厢列车，组合而成的5节车厢列车运行。
|          |       | ←岡山方向高松方向→ |            |           |              |
| 編組號碼 | M1-M6 | 5000形(Mc)         | 5000形(Mc) | 5200形(T) | 5100形(Tswc) |

|          |         | ←岡山方向高松方向→ |                |
| 編組號碼 | P1 - P7 | クモハ223形(Mc)    | クハ222形(Tc') |

## 運用
全部列車M編組隸屬JR四国的高松運轉所，基本上与隸屬JR西日本岡山電車区列车中心的223系5000系（P編組）相连，并以5车编队运行快速「Marine Liner」。早晚部分列车只有P编组或只有M编组，早上繁忙時間也有1列M编组和2列P编组组成的7编组（3+2+2） 。